# Wojniłów

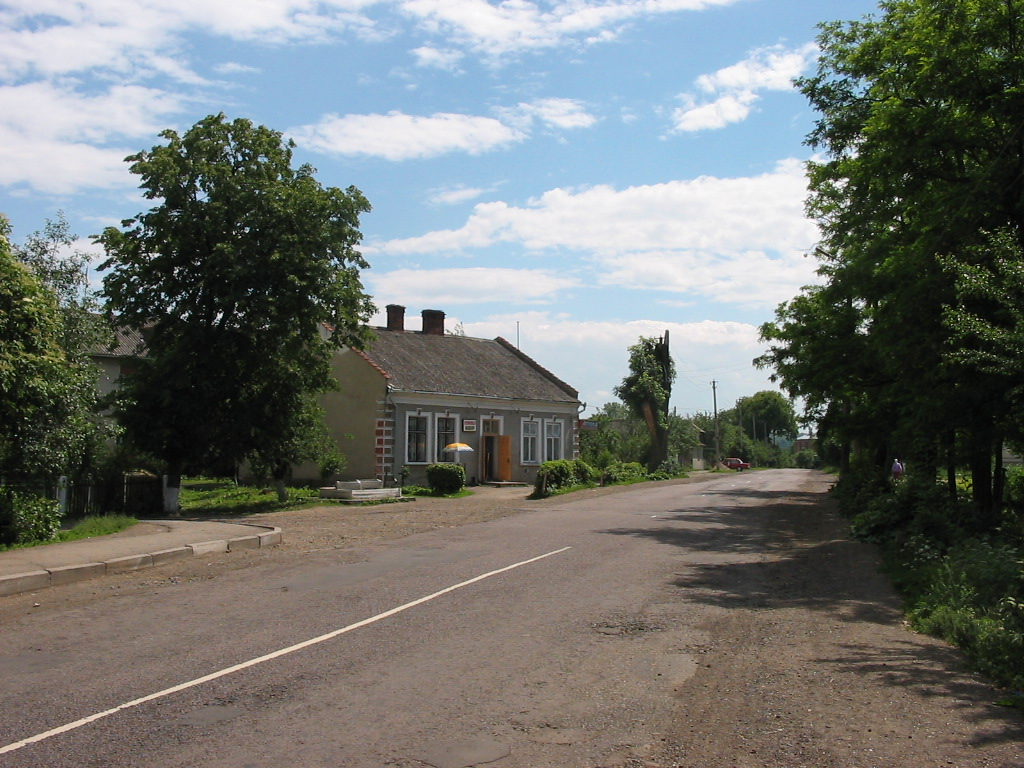
Ulica w Wojniłowie (2004)

Wojniłów (ukr. Войнилів) – osiedle typu miejskiego w rejonie kałuskim na Ukrainie, ok. 100 km na południe od Lwowa. 2540 mieszkańców (2024), dla porównania spis powszechny w 2001 zanotował ich 2703.
12 czerwca 1951 do Wojniłowa włączono wsie Siółko i Pawlikówka. Pawlikówa jest ponownie samodzielną wsią.

## Położenie
Osiedle leży pomiędzy Kałuszem a Bursztynem. Do obydwu miejscowości jest po ok. 20 km.

## Historia
- XIV w. – zapis o wsi Prokopiówka (z niej powstał Wojniłów),
- XV w. (1443) – pierwsze wzmianki o Wojniłowie,
- XVI w. (1552) – prawa miejskie (potwierdzenie), herb to złoty lew z obręczą w przednich łapach stojący przed ceglanym murem, tło tarczy niebieskie (wzorowany na herbie Prawdzic, którym posługiwali się Gidzińscy, ówcześni właściciele Wojniłowa).
- XVI w. (24 września 1676) – Bitwa pod Wojniłowem wojsk tureckich z wojskami Jana III Sobieskiego,
- XVIII w. (1772) – podczas I rozbioru Polski Wojniłów znajduje się w granicach zaboru Austriackiego (od 1867 Austro-Węgier),
- XX w.
  - w latach 1919–1939 miasteczko znajduje się w granicach Polski, w 1934 utracił prawa miejskie,
  - w 1939 po wkroczeniu Armii Czerwonej Wojniłów staje się częścią Ukraińskiej Socjalistycznej Republiki Radzieckiej,
  - w 1940 zostaje powołany Rejon Wojniłowski (rozwiązany w 1962),
  - od 2 lipca 1941 do 7 lipca 1944 pod okupacją niemiecką[3],
  - około 950 wojniłowskich Żydów Niemcy wysiedlili do innych miejscowości – 150 do Żurawna a 800 do Stanisławowa. 147 Żydów rozstrzelali na miejscu[3],
  - 5 kwietnia 1944 ukraińscy nacjonaliści zabili w Wojniłowie 11 osób i spalili 43 gospodarstwa[4]. W całym 1944 roku z ich rąk zginęło 37 mieszkańców miasta[5],
  - od 1960 miejscowość ma status osiedla typu miejskiego.

## Wojniłów przed II wojną światową
Przed II wojną światową  miejscowość należała do Polski i była siedzibą gminy wiejskiej Wojniłów w powiecie kałuskim, województwie stanisławowskim. Miasteczko liczyło wtedy ponad 3 tys. mieszkańców. Mieszkali tam zajmujący się handlem Żydzi, oraz Polacy i Ukraińcy.
W okresie międzywojennym założone zostało Koło Ziemian Polskich. W okolicznych wsiach było dużo dworów ziemiańskich, np. w  Serednem, Babinie lub w Dorohowie. Były tam także dwie szkoły: męska i żeńska.

### Parafia i kościół pw. Trójcy Przenajświętszej
Parafia rzymskokatolicka erygowana w 1610 r. Liczyła w XIX w. 1400 wiernych w trzydziestu kilku okolicznych wioskach, a w XX w. 2000 wiernych w dwudziestu kilku wioskach.
Kościół murowany, wzniesiony w latach 1824–1834 w miejsce dawnego, drewnianego. Konsekrowany w 1867 r., poszerzony o dzwonnicę w 1892 r. Zniszczony przez pożar w 1904, odbudowany w 1913 r. Zamknięty w 1946 r., zamieniony na więzienie NKWD w 1948 r., a następnie na magazyn, rozebrany w 60. latach. Na jego miejscu zbudowano budynek administracyjny.

### Osoby związane z Wojniłowem
- 22 lutego 1885 urodził się Bolesław Jan Czedekowski (zm. 1969) – wybitny polski i austriacki malarz portrecista
- 6 września 1908 urodził się Sydor Rey (wł. Izydor Reiss) (zm. 1979) – polski prozaik i poeta